# Westminsterský systém

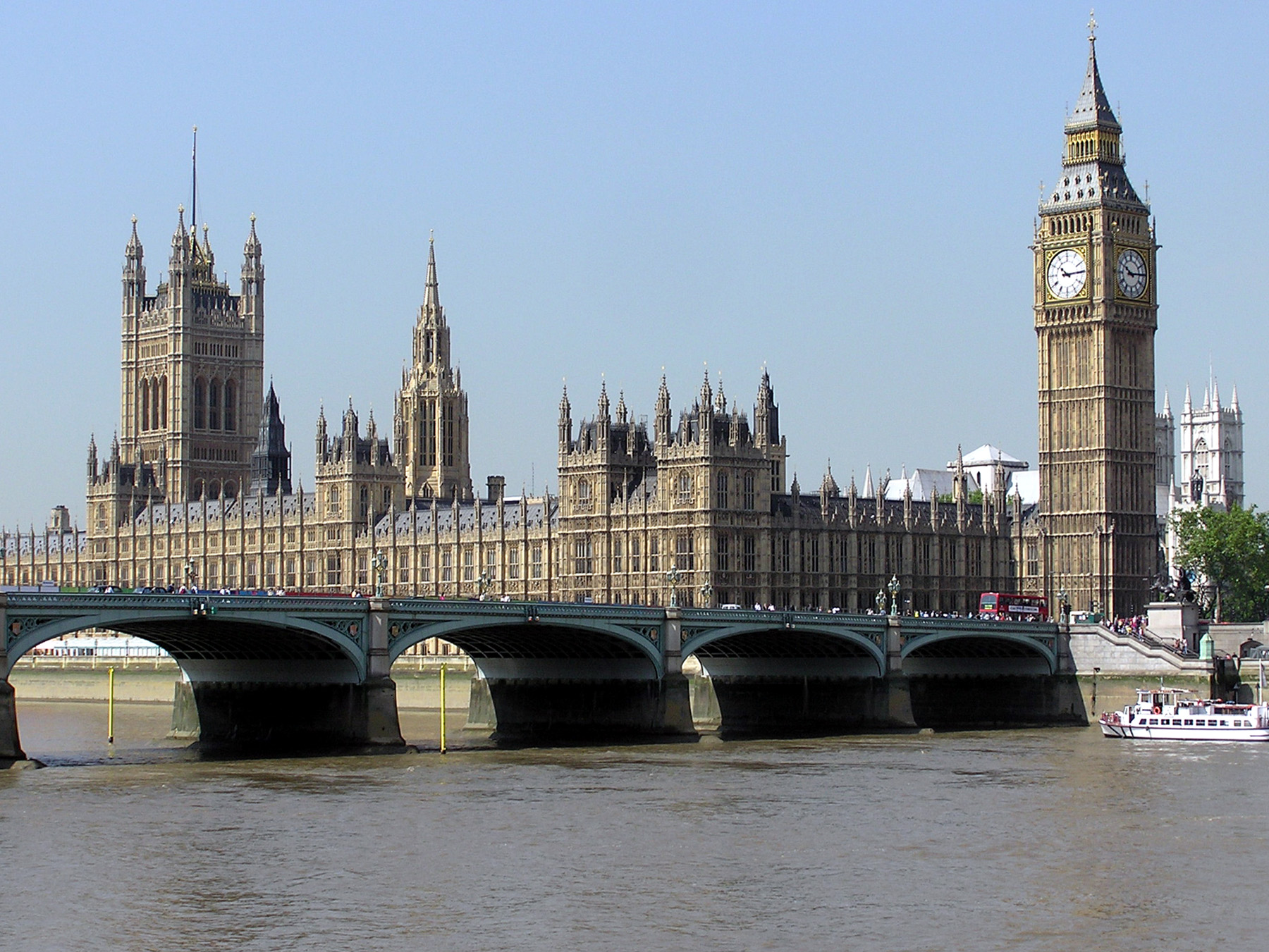
Westminsterský palác, podle něhož je celý systém pojmenován

Westminsterský systém je pojem označující buď obecně parlamentní systém vlády (vláda je odpovědná parlamentu), nebo specifický parlamentní systém vlády, jak se vyvinul v moderní éře ve Spojeném království a odtud byl převzat v jiných zemích, většinou bývalých britských koloniích. Pojem je odvozen od Westminsterského paláce, v němž sídlí britský parlament. Westminsterský systém přijala roku 1848 Kanada, v roce 1855 Austrálie. Jako westminsterský bývá označován též systém vlády v Indii, Irsku, Malajsii, Singapuru, na Jamajce, Novém Zélandu a Maltě. Některé kolonie ovšem nakonec převzaly systém jiný (Nigérie, Egypt, JAR). U některých zemí je blízkost westminsterskému systému zřejmá či diskutovaná (Izrael, Japonsko). Westminsterský systém bývá dáván často do kontrastu k systému prezidentskému (prototypicky ve Spojených státech) či poloprezidentskému (ponejvíce francouzskému). Většina evropských demokracií si časem rovněž vyvinula vlastní verzi westminsterského systému (Německo, Itálie, Skandinávie, Benelux, Visegrád), ovšem se zřetelnými odlišnostmi od britského.
Typické pro westminsterský systém je, že hlava státu (ať už je to král či prezident) má v zásadě jen ceremoniální funkce, zatímco většinu výkonné moci drží ten, kdo stojí v čele vládního kabinetu, plus jeho ministři (ačkoli premiérova moc nad nimi, zvláště možnost jejich odvolání, je v různých systémech různá). V britském westminsterském systému se vláda musí opírat o většinu dolní komory parlamentu, existují ovšem i modifikace (například systém negativního parlamentarismu v Austrálii). Typické pro britský westminsterský systém rovněž je, že hlava státu pověří sestavením vlády předsedu vítězné strany ve volbách, ovšem i zde existují variace, například premiér může být volen přímo a dostávat "k ruce" parlament volený v jiných volbách, jako je tomu v USA (v jistém čase takto fungoval systém v Izraeli, který je jinak v zásadě také westminsterský, vzhledem k britské nadvládě nad tímto územím před rokem 1948). Pro britský systém je také typickou silná, nezávislá a přesnými pravidly svázaná státní správa, která na ministerstvech zůstává bez ohledu na politické změny. Její moc bývá ovšem někdy i kritizována či parodována (viz seriál Jistě, pane ministře).
Typické pro britský systém je rovněž značně formalizované postavení hlavní opoziční strany v dolní komoře, lídr této strany je označován jako "vůdce opozice" a má různá privilegia v parlamentní diskusi apod. To ovšem hodně souvisí s britským většinovým volebním systémem, který vede, povětšinou, k systému dvou velkých stran - v parlamentních systémech s poměrným volebním systémem a větším množstvím stran v dolní komoře tato pozice ustavena nebývá (např. Německo, Česko). Typickou pro britský westminsterský systém je rovněž vysoká míra zvykovosti, a to až taková, že Británie nikdy nepřijala psanou ústavu, což ovšem neplatí pro většinu westminsterských systémů v bývalých koloniích, kde ústavy kodifikovány byly. V evropských parlamentních systémech naopak ústavy hrají velkou roli. Zvykovost westminsterského systému mu dává jistou pružnost v krizích, takže například v roce 1975 guvernér Austrálie (zástupce britské koruny) odvolal premiéra Gougha Whitlama, aby vyřešil ústavní krizi, ačkoli je zvykem, že britská koruna do politiky Austrálie nezasahuje.
Také role panovníka v britském westminsterském systému, čistě zvyková, má v sobě jistou pružnost a často se o faktické roli trůnu v britském politickém systému diskutuje – ačkoli se soudí, že britský panovník žádný zákon od roku 1708 neodmítl podepsat. Britský deník The Guardian přinesl v roce 2013 informaci založenou na důvěrných materiálech z Downing street, že panovník a následník trůnu mají ve skutečnosti právo veta vůči zákonům projednávaným v parlamentě. Návrhy zákonů jsou jim předkládány před definitivním přijetím a list uvedl údajný seznam 38 zákonů, ve kterých královna Alžběta II. nebo princ Charles prosadili změny. Například návrh zákona, který obsahoval přenesení pravomoci panovníka povolit nebo zamítnout britské vojenské operace v zahraničí v roce 1999 na parlament, královna vetovala úplně.
S westminsterským systémem úzce souvisí právní tradice zvaná angloamerické právo (common law). Na evropském kontinentě se vyvinula právní tradice značně odlišná, nicméně tu přijali do značné míry například v kanadském Québecu či ve Skotsku, kde se tedy vytvořila kombinace westminsterského systému a kontinentálního evropského právního systému.